# ジョージ・マクガヴァン
ジョージ・スタンリー・マクガヴァン（英語: George Stanley McGovern, 1922年7月19日 - 2012年10月21日）は、アメリカ合衆国の政治家。連邦下院議員（SD-1、2期）、連邦上院議員（SD、3期）。上院では貧困問題に関わる2つの特別委員会の委員長を務めた。他に大統領特別顧問（1961年 - 1962年）、国際連合食糧農業機関のアメリカ代表（1998年 - 2001年）、飢餓問題に関する国際連合大使（2001年 - 2012年）を歴任。1972年の民主党大統領候補。

## 生涯

### 政治家までの経歴
サウスダコタ州エイヴォンに生まれ、近郊のミッチェルで6歳まで育つ。第二次世界大戦では陸軍航空隊に志願し爆撃機B-24リベレーターの操縦士として第15航空隊に所属する。北アフリカ、後にはイタリアの基地から35回の出撃を行い、出撃では多くの場合激しい対空砲火に晒された。空軍勲功十字章を受章。
サウスダコタで前妻のエレノアと出会い1943年10月31日に結婚する。
復員後、ノースウェスタン大学で歴史学博士の学位を取得し、母校のダコタウェスレヤン大学の教授となる。
両親は共和党支持者だったが、マクガヴァンは当初は支持政党登録を行わず、1948年の大統領選挙では独立候補支持として登録し、新たに結成された進歩党に入党した。選挙運動においては第一回党大会に代議員として参加し、党指名候補で元副大統領のヘンリー・ウォレスの運動員として働いたがウォレスは落選する。1952年にアドレー・スティーブンソン知事の民主党候補指名受託演説をラジオで聞くと、マクガヴァンはすぐさま役所に行き民主党に登録し、翌日からスティーブンソンの選挙運動員として活動する。スティーブンソンは落選したが、以来マクガヴァンは民主党内で積極的に活動する。1956年にマクガヴァンは下院選挙に出馬し当選する。

### 議員生活
下院議員を2期4年務めたマクガヴァンは1960年の上院選に出馬するが、現職の共和党カール・アール・ムンドに52-48%の得票率の差で敗れる。しかし議員の職を離れたことにより、ジョン・F・ケネディ大統領から食糧平和プログラムの担当官として任命される（アメリカでは議員は政府職員を兼ねることができない）。1962年には再び上院選に出馬し当選。以降上院議員を3期務めた。
トンキン湾事件に関する軍事行動については賛成票を投じたマクガヴァンだが、次第にアメリカの軍事支出やベトナムへの軍事関与について批判を明言するようになり、同じ民主党の大統領リンドン・ジョンソンを批判した。
1968年の民主党大統領候補指名選挙でマクガヴァンはロバート・ケネディを支持した。ケネディは山場のカリフォルニア州予備選挙で勝利を収めたが、勝利演説を行った直後に暗殺された。マクガヴァンはケネディの代役として、シカゴで開かれた民主党大会で立候補をしたが、ヒューバート・ハンフリーに民主党の指名を奪われユージーン・マッカーシーへの支持にも及ばなかった。
一方、大会中に民主党の大統領候補指名方式に関する改革委員会を設けることが決定された。1969年にマクガヴァンはマッカーシーとケネディの元支持者たちの支持により改革委員長となった。改革委員会は大統領候補の指名過程における党幹部や関係者による影響力を大幅に削り、党員集会と予備選挙の役割を増大させ、代議員に一定割合の黒人、女性、若者の枠を設けることを義務付けた。この規約改正は結果的に1972年のマクガヴァン自身の指名に有利に働いた。

### 1972年の大統領選挙
1972年の大統領選挙におけるマクガヴァンの選対本部長は後に上院議員となり有力大統領候補と目されるも女性スキャンダルで失脚したゲーリー・ハートである。マクガヴァンの公約はベトナムからの米軍の即時撤退とそれを引き換えとする捕虜の返還、および脱走兵に対する恩赦をうたっていた。この「反戦公約」は、すでに1970年のマクガヴァンが提出者の一人であった、戦争開始の際に議会の同意を求める法改正に予兆が現れていた。
マクガヴァンのほかの公約では、3年間に37%の軍事支出の削減、全国民に対する1000ドルの給付（これは6500ドルの最低収入制度の創設に切り替えられた後に公約から外された）、憲法への「平等条項（Equal Rights Amendment）」の挿入というものがあった。
選挙運動中、民主党副大統領候補のトーマス・イーグルトンがうつ症状の電気ショック療法を受けていることが判明し、得票への影響を懸念したマクガヴァンはイーグルトンを降板させサージェント・シュライバーと交代させた。マクガヴァンは多くの有権者から極端な立場とみなされ、特に従来資金や影響力の面で民主党を支えていた民主党支持の上流階級の支持を取り付けることが困難であった。
本選挙では現職のニクソンに得票率で60-38%（獲得選挙人数で520-17）の敗北を喫したが、これは当時史上2番目の大差であった。マクガヴァンへの投票が上回ったのはマサチューセッツ州とワシントンD.C.だけであり、地元のサウスダコタにおいても及ばなかった。

#### トピック
選挙運動の期間中、ハワイ出身力士の髙見山大五郎(のち年寄東関)が幕内優勝を果たした。その際、マクガヴァンは祝電を発したが、対立候補で現職のニクソンの祝電の話題に隠れ、当時は殆ど話題にならなかった。このことは、2009年に東関が定年退職直前に明らかにした。
選挙運動にはサイモン&ガーファンクルも加わっており、6月14日には支援コンサートで歌唱した。2008年世界食糧賞受賞。

### 大統領選後
大統領選後、マクガヴァンはサウスダコタに戻り、1974年の上院選挙で再び当選した。1980年には「レーガン革命」と後に呼ばれる選挙で共和党の下院議員ジェームズ・アブドナーに再選を阻まれる。1984年には大統領選挙に再び出馬した。民主党のアイオワ州党員集会では接戦の中3位になるが結局失速し、ニューハンプシャー州の予備選挙の直後に撤退を表明した。
2012年10月21日、サウスダコタ州スーフォールズのホスピスで死去。90歳没。